# Tomei Yumi
Tomei Yumi (東明 有美, sinh ngày 1 tháng 6 năm 1972) là một cựu cầu thủ bóng đá nữ người Nhật Bản.

## Đội tuyển bóng đá nữ quốc gia Nhật Bản
Tomei Yumi thi đấu cho đội tuyển bóng đá nữ quốc gia Nhật Bản từ năm 1993 đến 1999.

## Thống kê sự nghiệp
| Nhật Bản  | Nhật Bản | Nhật Bản |
| Năm       | Trận     | Bàn      |
| --------- | -------- | -------- |
| 1993      | 2        | 2        |
| 1994      | 6        | 0        |
| 1995      | 8        | 3        |
| 1996      | 9        | 0        |
| 1997      | 6        | 1        |
| 1998      | 6        | 0        |
| 1999      | 6        | 0        |
| Tổng cộng | 43       | 6        |